# Öreg-tó
Öreg-tó ("Oude meer") is een meer in Hongarije. Het meer is ca. 300 hectare groot, en wordt met warme bronnen gevoed. Het is zeer geliefd bij zowel Hongaren als buitenlandse toeristen.
De stad Tata ligt aan het meer.